# People Need Love
«People Need Love»(с англ. — «Людям нужна любовь») — первый музыкальный сингл, выпущенный в Швеции 1 июня 1972 года шведским музыкальным квартетом «Björn & Benny, Agnetha & Anni-Frid», который вскоре после этого стал всемирно известной группой ABBA. Песня впоследствии была включена в первый альбом группы Ring Ring, выпущенный 26 марта 1973 года. Сингл был издан также в Дании, во Франции, в Германии, в США и Новой Зеландии.

## Список композиций
A. «People Need Love» — 2:45 

B. «Merry-Go-Round (En Karusell)» — 3:18

## История
Подобно большинству песен будущей ABBA, «People Need Love» была написана Бенни Андерссоном и Бьорном Ульвеусом. Композиция, пусть и не достигнув популярности её последователей вроде «Dancing Queen» вследствие того, что их дебютный альбом Ring Ring не принёс им мировой известности, сохраняет определённые черты будущих композиций группы.
Основной целью «People Need Love» было не продвижение всего квартета, так как у всех четырёх музыкантов были свои планы, и они не собирались пока объединяться в группу (одно из доказательств — атрибуция: исполнителями синглов на обложках значились «Björn & Benny, Agnetha & Anni-Frid»); цель заключалась в продвижении дуэта «Björn & Benny», являвшегося партнёрством лишь двух участников, а двум женщинам была отведена лишь роль «гостей» на новом сингле Бьорна и Бенни. Однако участники не ожидали относительного успеха записи, что, возможно, повлияло на их будущие намерения.
«People Need Love» попал в топ-20 шведских смешанных сингло-альбомных чартов и достиг 3-й позиции на популярном шведском радиошоу, Tio i topp (Горячая десятка). Любопытно, что эта песня стала первой композицией четвёрки, попавшей в чарты США, где она достигла № 114 в чарте синглов Cashbox и № 117 в чарте Record World — весьма неплохо для никому не известных в Америке шведских музыкантов. Выпуск на лейбле Playboy Records (группа была представлена как «Bjorn & Benny (with Svenska Flicka)») должен был, по мнению менеджера Стига Андерсона, стать гораздо большим хитом в США, но этому помешал недостаток ресурсов лейбла, не сумевшего удовлетворить спрос на записи со стороны ретейлеров и составителей радиопрограмм.
К моменту релиза сингла альбом Ring Ring не существовал даже в планах, так как создание постоянной группы тогда ещё не было запланировало. Поэтому мнение о том, что «People Need Love» — ведущий сингл с Ring Ring, ошибочно.

## Позиции в чартах
| Чарт (1972)                           | Позиции |
| ------------------------------------- | ------- |
| Tio i Topp                            | 3       |
| Swedish Combined Singles/Albums Chart | 17      |
| Cashbox Singles Chart — USA           | 114     |
| Record World Singles Chart — USA      | 117     |

## Кавер-версии
- Шведский ансамбль Nashville Train (включавший участников переменного состава ABBA) записал свою версию песни в 1977 году для альбома ABBA Our Way, выпущенного лейблом Polar Music в Швеции.